# Hidehiko Yuzaki

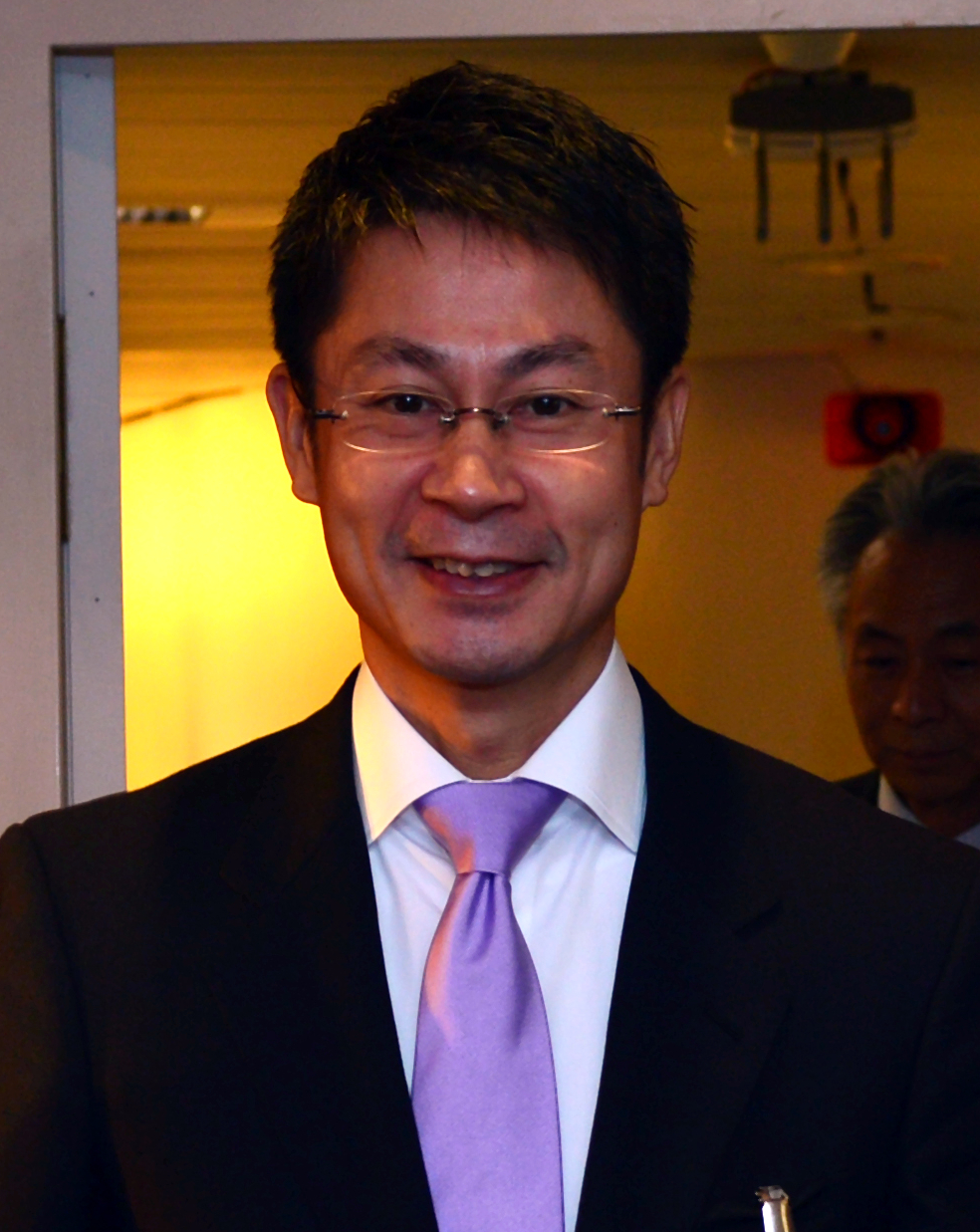
Hidehiko Yuzaki

Hidehiko Yuzaki (jap. 湯﨑 英彦, bei begrenztem Zeichensatz oft als 湯崎 oder mit Kana dargestellt, Yuzaki Hidehiko; * 4. Oktober 1965 im Saeki-ku, Hiroshima, Präfektur Hiroshima) ist ein japanischer Politiker und seit November 2009 parteiloser Gouverneur von Hiroshima.

## Leben
Yuzaki wurde 1990 nach dem Abschluss seines Studiums an der rechtswissenschaftlichen Fakultät der Universität Tokio Beamter im MITI. Dort arbeitete er unter anderem in der Kernenergieabteilung der Behörde für Rohstoffe und Energie (shigen-enerugī-chō) und in der Amerikaabteilung. Während seiner Zeit im Ministerium erwarb er 1995 einen MBA an der Stanford University. Im Jahr 2000 verließ er das Ministerium und wechselte als Vorstandsmitglied des ab 2005 JASDAQ-notierten Kommunikationsunternehmens K.K. ACCA Networks in die Privatwirtschaft. 2008 verließ er das Unternehmen und gründete ein Beratungsbüro.
Im Sommer 2009 kündigte der langjährige Gouverneur von Hiroshima Yūzan Fujita an, bei den Wahlen im November 2009 nicht wieder zu kandidieren. Mit Unterstützung einzelner Mitglieder des Präfekturparlaments aus der Liberaldemokratischen Partei (LDP), die Fujita unterstützt hatten, erklärte Yuzaki seine Kandidatur. Wichtigste Konkurrentin war Anri Kawai, selbst eine ehemalige Abgeordnete des Parlaments von Hiroshima, die von Gegnern Fujitas aus der LDP unterstützt wurde. Hauptthema des Wahlkampfes waren die von Fujita initiierten Reformen der Verwaltung und der Präfekturfinanzen. Yuzaki konnte die Gouverneurswahl am 8. November 2009 mit 395.638 Stimmen gegen Kawai (195.623) und drei weitere Kandidaten klar für sich entscheiden. Seine Amtszeit begann am 29. November 2009. Am 10. November 2017 setzte er sich mit überwältigender Mehrheit gegen den Herausforderer Atsumi Takami durch und wurde für eine dritte Amtszeit von vier Jahren wiedergewählt.